# Benedetti (scultori)

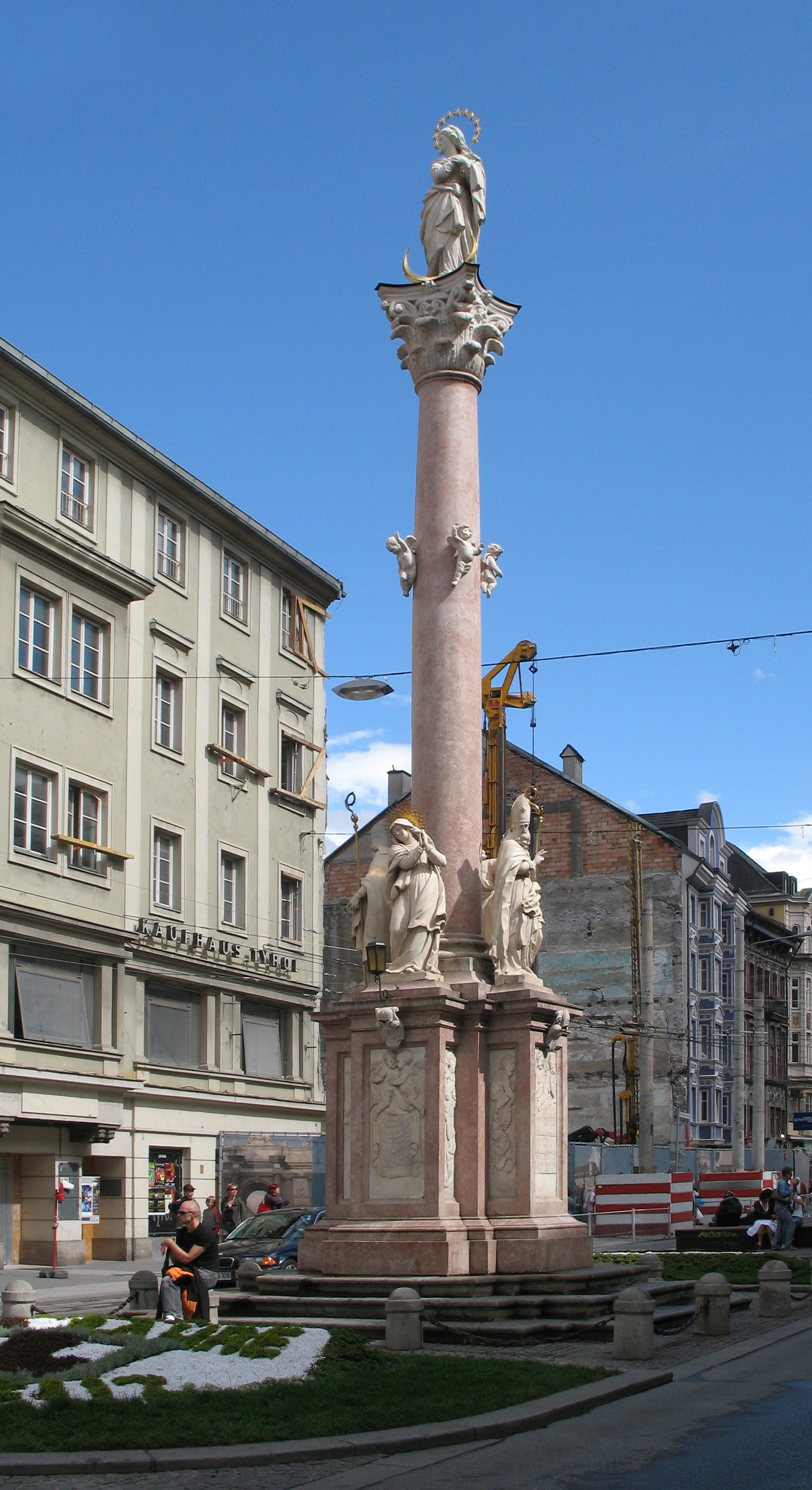
Annasäule ad Innsbruck (1704-1706), opera di Cristoforo junior

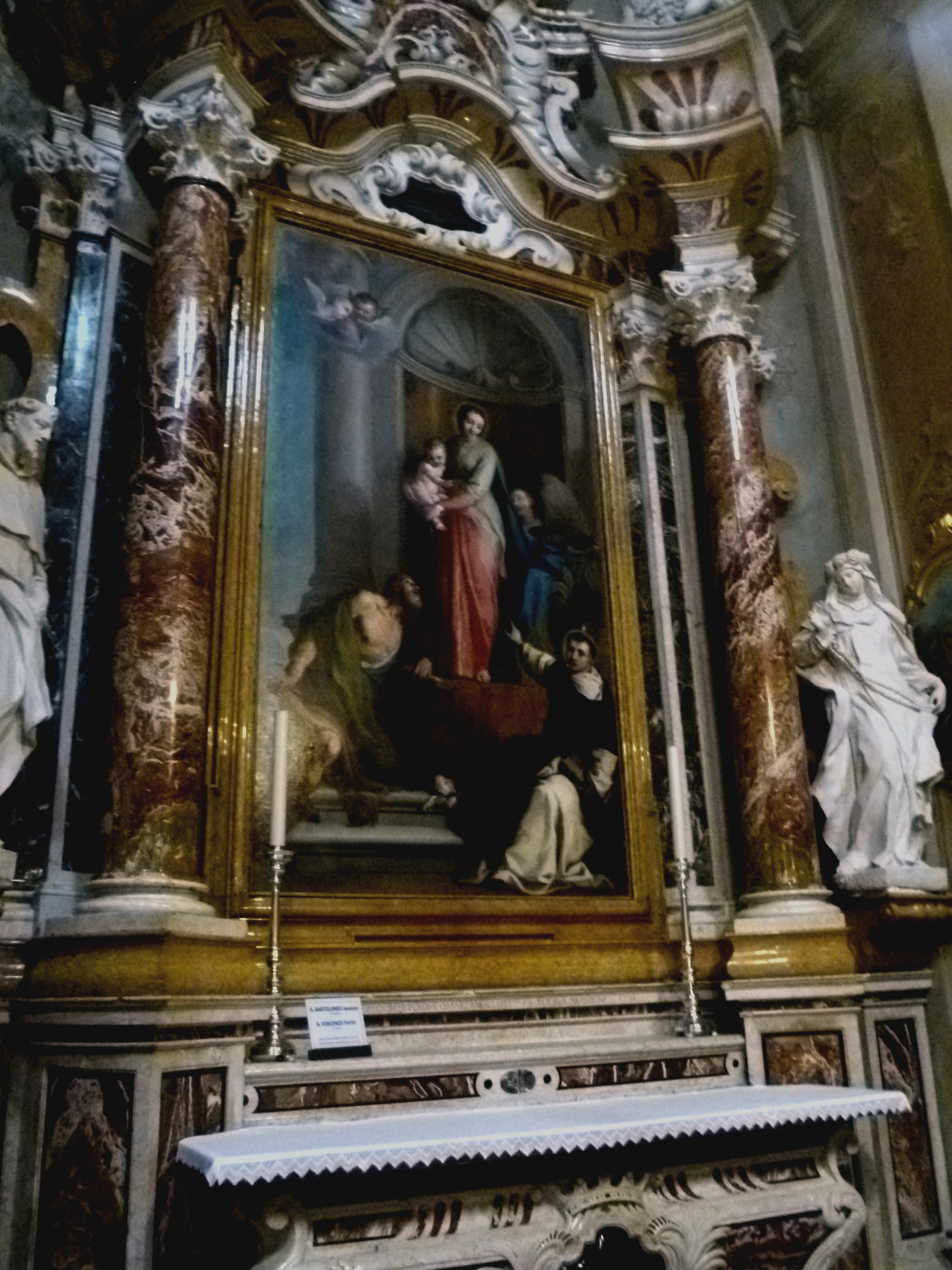
Altare a Riva del Garda, opera di Teodoro

I Benedetti furono una famiglia di architetti e scultori, esponenti dell'architettura barocca attivi tra il XVI e il XVIII secolo. Originari di Castione, attualmente frazione del comune di Brentonico in Trentino, operarono prevalentemente nell'area della Contea del Tirolo e nei territori appena oltre confine di Veneto e Lombardia.

## Storia
Il capostipite della famiglia è Cristoforo Benedetti senior, nato a Castione nel 1591, in un territorio allora controllato dal Principato vescovile di Trento e parte del Sacro Romano Impero. Indirizzò i figli Sebastiano e Giacomo alla stessa professione, e nel periodo della loro triplice collaborazione vennero realizzati l'altare del Crocefisso per il Duomo di Trento e l'altare maggiore del santuario della Madonna del Monte di Rovereto, entrambi realizzati negli anni novanta del XVI secolo. Giacomo Benedetti continuò l'attività paterna ed ebbe rapporti con altri scultori locali, come attesta la sua presenza nel 1652 come padrino al battesimo del figlio di Domenico Rossi, detto il Manentino, autore di alcuni altari della chiesa di Santa Maria Assunta ad Arco.
I figli di Giacomo, che riprendono i nomi di zio e nonno, proseguirono l'attività di famiglia raggiungendo l'apice dell'arte barocca in Trentino a cavallo tra XVII e il XVIII secolo. Cristoforo Benedetti junior, che opera sia in collaborazione con il padre e il fratello (Sebastiano junior) che in solitaria, è riconosciuto come il membro più illustre di questa famiglia, costruendo soprattutto altari maggiori in un'area che spazia da Verona a Innsbruck.
Il figlio di Cristoforo junior, Teodoro, proseguì anch'egli le orme paterne sia per stile che per area di lavoro, risultando uno degli architetti incaricati della costruzione del Duomo di Bressanone. Durante la sua vita si esaurisce il momento di massima diffusione del barocco, portando alla fine della carriera artistica della famiglia Benedetti.

## Membri illustri
- Cristoforo Benedetti senior (1591-1641)
- Giacomo Benedetti, figlio di Cristoforo senior (1626-1707)
- Sebastiano Benedetti senior, figlio di Cristoforo senior (1632-1659)
- Cristoforo Benedetti junior, figlio di Giacomo (1657-1740)
- Sebastiano Benedetti junior, figlio di Giacomo (1662-1740)
- Teodoro Benedetti, figlio di Cristoforo junior (1697-1783)

## Discendenza
|              |               |               |                                    |                                    |               |           |           |
|              |               |               | Cristoforo                         |                                    |               |           |           |
|              |               |               |                                    |                                    |               |           |           |
|              |               |               |                                    |                                    |               |           |           |
| Sebastiano I | Sebastiano I  | Giacomo       | Giacomo                            | Cristoforo II                      | Cristoforo II | Benvenuto | Benvenuto |
|              |               |               |                                    |                                    |               |           |           |
|              |               |               |                                    |                                    |               |           |           |
|              | Sebastiano II | Sebastiano II | Cristoforo III ⚭ Antonia Inzigneri | Cristoforo III ⚭ Antonia Inzigneri |               |           |           |
|              |               |               |                                    |                                    |               |           |           |
|              |               |               |                                    |                                    |               |           |           |
|              |               |               | Teodoro                            |                                    |               |           |           |

## Opere

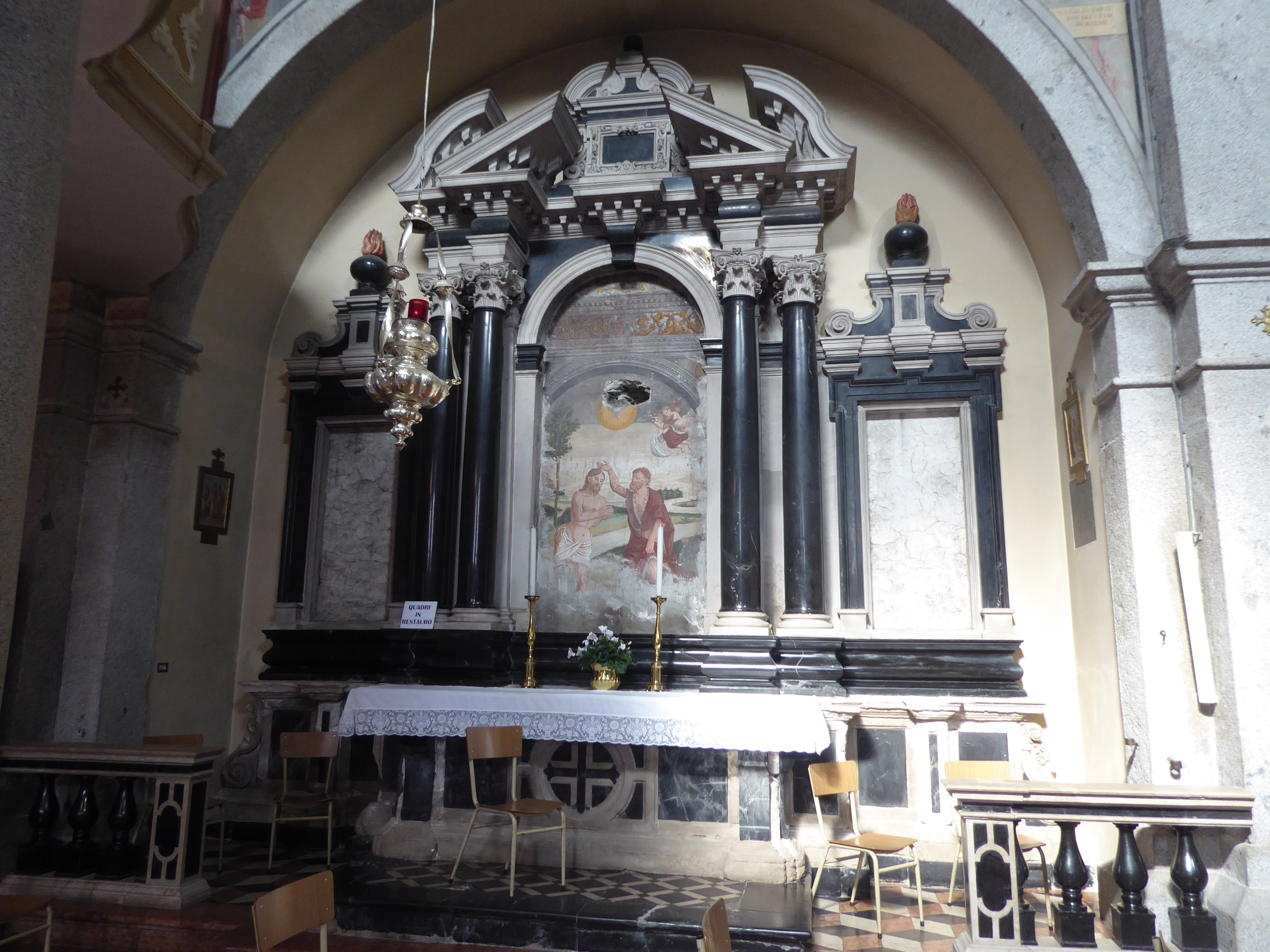
Altare di San Giovanni Battista, 1646, chiesa di San Vigilio a Spiazzo

### Cristoforo Benedetti senior
- Altare maggiore, 1617-1637, chiesa di Santo Stefano a Mori. L'altare fu sostituito nel 1740 da quello realizzato da Teodoro Benedetti su progetto del padre Cristoforo[3]
- Altare del Crocifisso, 1629, chiesa di Santo Stefano a Mori (attribuito da Andrea Bacchi e Luciana Giacomelli)[4]
- Altare maggiore, 1631-1634, chiesa di Santa Maria Maggiore a Trento. Realizzato in collaborazione con il tagliapietre Camillo Vinoto, su progetto di Mattia Carneri; le due statue poste ai lati del tabernacolo raffiguranti Santa Marta e Santa Maria Maddalena furono realizzate invece da Cornelis van der Beck[5]

### Giacomo Benedetti
- Altare di San Giovanni Battista, 1646, primo altare sinistro della chiesa di San Vigilio a Spiazzo. Trittico giocato sul contrasto tra marmi bianchi e neri, commissionato da Giovanni Todeschini, decano del Duomo di Trento[1]
- Altare maggiore e Altari laterali, chiesa di San Rocco a Brentonico
- Altare maggiore, 1668, chiesa dei Santi Pietro e Paolo a Brentonico. L'altare comprende il tabernacolo realizzato da Carneri (1594-1598)[6]
- Altare del Crocifisso, 1682-1688, cappella Alberti del Duomo di Trento. Il paliotto è attribuito ad Antonio Corbarelli, gli Angeli invece a Paul Strudel[7]

### Cristoforo Benedetti junior
- Altare maggiore, 1694, chiesa di Santa Maria del Carmine a Rovereto (in collaborazione con il padre Giacomo Benedetti)[8]
- Altare maggiore, 1695-1698, chiesa di Santa Maria Maggiore a Villa Lagarina (in collaborazione con il fratello Sebastiano Benedetti)[9]
- Altare maggiore, 1697-1710, santuario della Madonna delle Grazie di Ceole (Arco). Disegno di Andrea Pozzo[10]
- Altare di S. Giovanni e Altare di S. Barbara, 1699, Duomo di Bolzano (non più esistenti)[11]
- Pulpito, 1700, chiesa di Santa Maria Maggiore a Trento
- Altare della Maddalena, 1701, chiesa di Santa Maria Assunta ad Arco[10]
- Altare del Rosario, 1701, chiesa di San Benedetto Abate a Limone sul Garda[10]
- Altare maggiore, 1702-1705, chiesa dell'Ospedale a Innsbruck[12]
- Colonna di Sant'Anna, 1704-1706, Innsbruck. Eretta a ricordo della sconfitta subita dalle truppe bavaresi che avevano invaso il Tirolo nel 1703 (Guerra di successione spagnola)[13]
- Altare maggiore, 1707-ante 1710, eremo di San Giorgio a Bardolino (in collaborazione con il fratello Sebastiano)[14]
- Altare maggiore e Portale, 1708-1710, Cappella dell'Immacolata Concezione, Palazzo Vescovile di Bressanone
- Altare del Crocifisso, 1710-ante 1719, chiesa di Sant'Udalrico a Lavis[12]
- Altare maggiore, 1717, chiesa dei Santi Felice e Fortunato a Valle San Felice (Mori)[12]
- Altare della sacrestia, 1720, eremo di San Giorgio a Bardolino[14]
- Altare di S. Teresa e Altare della Madonna dello Spasimo, 1724-1730, chiesa di Santa Maria del Carmine di Rovereto[13]
- Altare maggiore, 1726, chiesa della Natività di Maria a Borgo Valsugana
- Altare maggiore, 1729, Duomo di Innsbruck
- Altare maggiore, 1732, chiesa dell'Annunziata a Trento (in collaborazione con il figlio Teodoro)[15]